# Labécède-Lauragais
Labécède-Lauragais (okzitanisch La Beceda) ist eine französische Gemeinde mit 419 Einwohnern (Stand 1. Januar 2022) im Département Aude in der Region Okzitanien. Sie gehört zum Arrondissement Carcassonne und zum Kanton La Malepère à la Montagne Noire.

## Geographie
Das Gemeindegebiet wird vom Flüsschen Argentouire durchquert.
Nachbargemeinden von Labécède-Lauragais sind Les Brunels im Nordosten, Verdun-en-Lauragais im Südosten, Issel im Südwesten und Vaudreuille im Nordwesten.

## Bevölkerungsentwicklung
| Jahr      | 1962 | 1968 | 1975 | 1982 | 1990 | 1999 | 2013 |
| Einwohner | 258  | 231  | 234  | 279  | 317  | 331  | 430  |

## Persönlichkeiten
- Olivier de Termes († 1274), verteidigte Labécède gegen den König